# Hrnčiarske Zalužany
Hrnčiarske Zalužany (in ungherese Fazekaszsaluzsány) è un comune della Slovacchia facente parte del distretto di Poltár, nella regione di Banská Bystrica.